# Double Trouble (banda)
Double Trouble es una banda estadounidense de blues rock proveniente de Austin, Texas, formada por el guitarrista y cantante Stevie Ray Vaughan en 1978. El grupo estuvo activo durante la década de 1980 y fue responsable de revivir el blues, inspirando a muchos músicos de blues y rock posteriores. En 1985 el grupo estaba formado por Vaughan, Chris Layton, Tommy Shannon y Reese Wynans. Mientras estuvo Vaughan en la formación, a la banda se le dio el nombre de Stevie Ray Vaughan and Double Trouble.

## Historia
Arraigada en el blues y en la música rock, la agrupación trabajó en muchos géneros, desde las baladas hasta soul, incorporando a menudo jazz y otros elementos. Inicialmente conformada por Vaughan, Lou Ann Barton (voz), Fredde Walden (batería), Jackie Newhouse (bajo) y Johnny Reno (saxofón), la banda construyó su reputación tocando en clubes de Texas durante un período de cuatro años. Convertida más tarde en un trío (Vaughan, Layton, Shannon), su potencial musical fue fomentado por el productor John H. Hammond, quien le consiguió a la banda un contrato discográfico con Epic Records. La agrupación obtuvo popularidad después de que su álbum debut, Texas Flood, se convirtiera en un éxito crítico y comercial en 1983. A mediados de la década de 1980 Double Trouble se había convertido en un acto de nivel  internacional, realizando giras por todo el mundo hasta agosto de 1990, cuando Vaughan murió trágicamente en un accidente de helicóptero.
Se han publicado varios lanzamientos póstumos desde la muerte de Vaughan, supervisados por su hermano Jimmie. Desde la muerte de Stevie Ray, Double Trouble ha continuado girando y grabando, lanzando un álbum de estudio en 2001 y actuando como una banda de sesión para músicos de blues de Austin. La agrupación ha vendido más de 11 millones de álbumes en los Estados Unidos, recibiendo certificaciones de platino por los cuatro álbumes de estudio con Vaughan y han ganado cuatro premios Grammy.

## Discografía

### ConStevie Ray Vaughan
- Texas Flood (1983)
- Couldn't Stand The Weather (1984)
- Soul to Soul (1985)[4]
- In Step (1989)
- The Sky Is Crying (1991)

### Sin Vaughan
- Been a Long Time (2001)